# Porrentruy
Porrentruy (en alemán Pruntrut) es una ciudad histórica y comuna suiza del cantón del Jura, capital del distrito de Porrentruy.

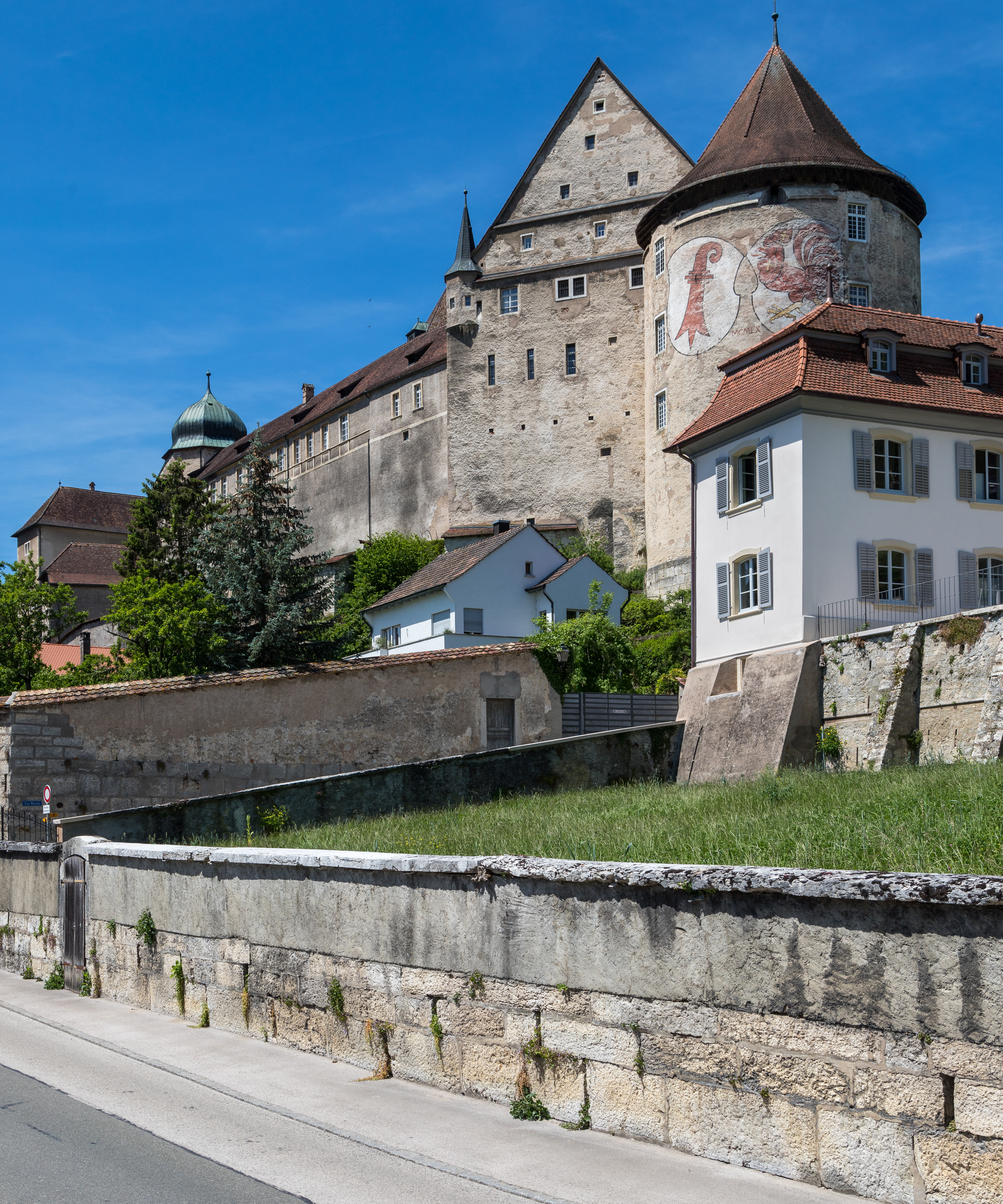
Castillo de Porrentruy

## Historia
Mencionada por primera vez en 1136 bajo el nombre de Purrentru. En 1283, la ciudad recibe una franquicia del emperador Rodolfo de Habsburgo. Sin embargo, la situación se complica en el siglo XIII. Empeñada al Conde de Montbéliard en 1236, la ciudad debe ser retornada a los Ferrette, pero estos ya han cedido sus derechos al príncipe-obispo de Basilea. El nuevo conde de Montbéliard, Reginaldo de Borgoña (hermano de Otón IV de Borgoña), no desea que su vecino tenga más poder. Entra entonces en guerra contra el Obispo de Basilea y se apodera del castillo de Porrentruy. Ese mismo año, para financiar su campaña bélica, Reginaldo otorga algunas franquicias, inmunidades y privilegios a los ciudadanos de la ciudad de Montbéliard. Finalmente, el Príncipe-obispo, apoyado por el emperador, logrará derrotar a Reginaldo de Borgoña y recuperar sus antiguas posesiones. En 1386, el Obispo Imier de Ramstein tuvo que vender toda la región de Ajoie, junto con Porrentruy y su castillo, al conde Esteban de Montbéliard por 11.000 florines. A la muerte de este en 1397, Enriqueta de Orbe recibe la región como herencia. Diez años más tarde contraerá matrimonio con Everardo IV de Wurtemberg.
En 1409, Everardo IV confirma las franquicias de la ciudad y los ciudadanos de Porrentruy a Montbéliard. En 1461, los príncipes de Wurtemberg deciden vender la región al obispo Juan de Venningen. En 1528, tras la llegada de la reforma protestante a Basilea, el príncipe-obispo se ve obligado a desplazarse e instalarse a Porrentruy, que se convertirá en la sede provisoria del obispado hasta 1828, cuando la sede será transferida a la ciudad de Soleura. Después de la revolución francesa, la región será anexada a Francia, convirtiéndose la Toma de Porrentruy en el primer episodio de las guerras revolucionarias francesas. Porrentruy será la capital del nuevo departamento de Mont-Terrible de 1793 a 1800. De 1800 a 1815 es capital de distrito en el departamento del Alto Rin. Tras el Congreso de Viena, Porrentruy será atribuida al cantón de Berna, junto con las demás antiguas dependencias del príncipe-obispo. Esto como compensación a las pérdidas territoriales sufridas por el cantón de Berna durante la invasión francesa. Durante la época bernesa, Porrentruy fue capital del distrito de Porrentruy y fue confirmada en ese rol cuando se creó el cantón del Jura en 1979. Más recientemente, la ciudad fue condecorada con el premio Wakker de arquitectura en 1988.

## Geografía
La comuna está situada en la región de Ajoie, al pie de las montañas del Jura, y es atravesada por el río Allaine. El punto más alto del municipio es la cordillera que separa la ciudad de la comuna de Bure, que alcanza los 580 m. El municipio limita al noreste con la comuna de Coeuve, al este con Alle, al sureste con Courgenay, al sur con Fontenais, al oeste con Courtedoux, al extremo noroeste con Bure y al norte con Courchavon. En 1997, el territorio del municipio estaba dividido entre bosques (41%) y explotaciones agrícolas (38%), con un 20% del suelo para uso residencial y 1% no utilizado.

## Demografía
Con una población de 6.610 habitantes (2008), Porrentruy es la segunda mayor ciudad del cantón del Jura tras la capital Delémont. El 89,5% de la población es francófona, mientras que el 2,8% habla alemán y el 2,2% italiano. En 1970 la población tuvo su mayor crecimiento con 7.827 habitantes. Desde entonces el número de habitantes ha descendido continuamente.
| Evolución histórica de la población | Evolución histórica de la población |
| Año                                 | Habitantes                          |
| ----------------------------------- | ----------------------------------- |
| 1809                                | 2355                                |
| 1818                                | 1896                                |
| 1850                                | 2880                                |
| 1870                                | 4452                                |
| 1900                                | 6959                                |
| 1910                                | 6591                                |
| 1930                                | 5805                                |
| 1950                                | 6523                                |
| 1960                                | 7095                                |
| 1970                                | 7827                                |
| 1980                                | 7039                                |
| 1990                                | 6857                                |
| 2000                                | 6753                                |
| 2005                                | 6593                                |
| Fuente:OFE                          |                                     |

## Deportes
- HC Ajoie: equipo local de hockey sobre hielo de la liga nacional B.

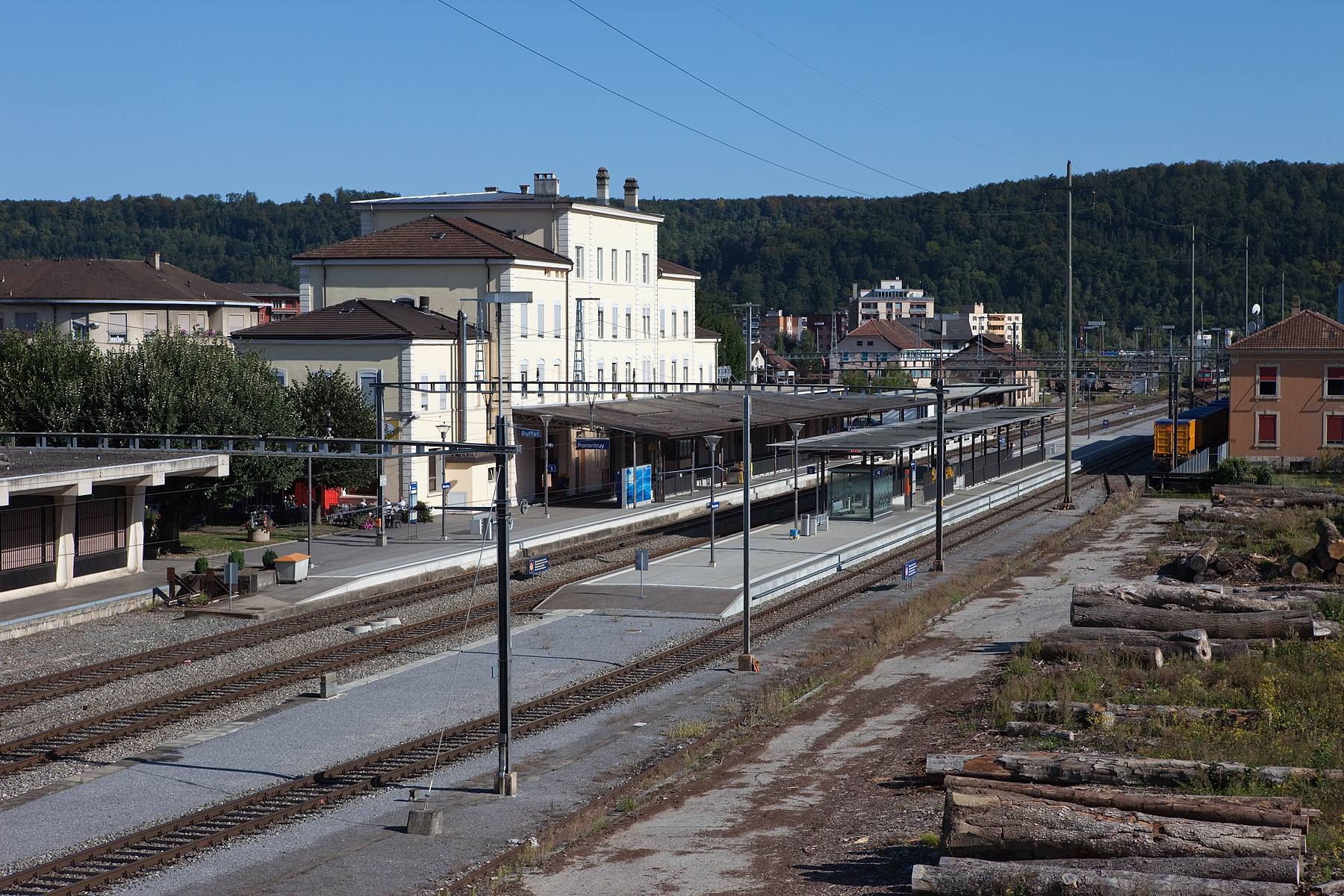
Estación de trenes de Porrentruy.

## Transporte
- Línea ferroviaria SBB-CFF-FFS: Biel/Bienne - Delémont - Porrentruy - Delle.
- Línea ferroviaria SBB-CFF-FFS: Porrentruy - Delémont - Basilea SBB.
- Línea ferroviaria CJ: Porrentruy - Bonfol.
- Autopista A16; Salida 4 Porrentruy-Ouest y Salida 5 Porrentruy-Est